# R・マディ
R・マディ（R. Madhi）は、インドのタミル語映画で活動する撮影監督。

## キャリア
マディはホテル経営者になろうと考えていたが映画業界に興味を抱き、S・サラヴァンナンに師事した。マディは彼のアシスタントとして『Pudhiya Mannargal』『Selva』『Poove Unakkaga』などの撮影に参加した。
2002年に『Punnagai Desam』で撮影監督デビューし、同作は興行的な成功を収めた。2005年の『Oru Kalluriyin Kathai』では批評家から技術を絶賛され、2006年の『Veyil』で知名度を上げた。これ以降、マディは「Veyil Madhi」と呼ばれるようになった。2011年の『Shaitan』でも成功を収め、ボリウッドから実力を評価され50本以上のオファーが来たという。2013年の『Mirchi』での成功によりテルグ語映画からも注目を集めるようになり、2017年にサンカルプ・レッディの監督デビュー作『インパクト・クラッシュ』に参加した。

## フィルモグラフィー
- Punnagai Desam（2002年）
- Machi（2004年）
- Gurudeva（2005年）
- Oru Kalluriyin Kathai（2005年）
- Kalabha Kadhalan（2006年）
- Veyil（2006年）
- Ninaithale（2007年）
- Nepali（2008年）
- Silambattam（2008年）
- Paiyaa（2010年）
- Naan Mahaan Alla（2010年）
- Shaitan（2011年）
- Rajapattai（2011年）
- Mirchi（2013年）
- Pandiya Naadu（2013年）
- Endrendrum Punnagai（2013年）
- Run Raja Run（2014年）
- Jeeva（2014年）
- Srimanthudu（2015年）
- Manithan（2016年）
- インパクト・クラッシュ（2017年）
- Bhaagamathie（2018年）
- サーホー（2019年）